# Peyrestortes
Peyrestortes är en kommun i departementet Pyrénées-Orientales i regionen Occitanien i södra Frankrike. Kommunen ligger i kantonen Rivesaltes som tillhör arrondissementet Perpignan. År 2022 hade Peyrestortes 1 808 invånare.

## Befolkningsutveckling
Antalet invånare i kommunen Peyrestortes
| Referens: INSEE |